# Біплан Коді для Circuit of Britain
Біплан Коді для «Circuit of Britain» (англ. Cody Circuit of Britain biplane), також відомий як Cody III, був третім літаком, побудованим Семюелом Франкліном Коді. Цей літак брав участь у різних змаганнях протягом 1911 року, включаючи повітряні перегони Daily Mail Circuit of Britain, де Коді був єдиним британським учасником, який зміг дістатися фінішу. 29 жовтня Коді встановив на цьому літаку новий британський рекорд тривалості польоту, протримавшись у повітрі п'ять годин і п'ятнадцять хвилин.

## Дизайн та розробка
Коді розробив свій четвертий літак основі своєї попередньої машини, на якій виграв Кубок Мішлен 1910 року, і використав той самий двигун Green потужністю 60 к.с. (45 кВт).
Cody ІІІ був біпланом зі штовхаючим гвинтом, одним переднім кермом висоти, який підтримувався балками в центрі та з обох кінців, і двома задніми рулями, кожен з яких підтримувався балками зверху та знизу та був оснащений невеликим горизонтальним фіксованим стабілізатором. Найочевиднішою відмінністю цього літака від його попередника було хвостове оперення. Подібно до біплану для Кубку Мішлен, Cody III мав триопорне шасі з носовою опорою з додатковою довгою задньою опорою та характерними колесами, встановленими на кожній нижній частині крила:194.

## Польоти
Cody III здійснив свій перший політ 13 липня 1911 року. На перегонах Daily Mail Circuit of Britain Коді на цьому літаку посів четверте місце, при чому Cody III був єдиним британським літаком, який дійшов до фініша, подолавши дистанцію 1010 миль. У конкурсі Manville Prize Коді зайняв друге місце, протримавшись у повітрі 2 години 16 хвилин. 11 вересня Коді на цьому літаку виграв Кубок Британської імперії Мішлен №2, пройшовши 201 км за 3 години 6 хвилин 30 секунд і ставши єдиним учасником, який подолав дистанцію. 29 жовтня Коді виграв Кубок Мішлен №1, подолавши 420,8 км по замкненому колу над рівниною Лаффан за 5 годин 15 хвилин, що стало новим британським рекордом тривалості польоту.
3 липня 1912 року літак отримав серйозні пошкодження – пілот майор Гарві-Келлі під час посадки зачепив дерево кінчиком крила підрізав дерево, внаслідок чого літак перекинувся і розбився. Коді, який навчав Гарві-Келлі, знаходячись на пасажирському сидінні, отримав серйозні травми. Планер літака згодом був використаний для створення біплана Cody V, на якому Коді виграв у 1912 році на конкурсі військових літаків.

## Технічні характеристики
Дані взято з книги П. Льюїса «British Aircraft 1809-1914»:195
- Екіпаж: 1
- Пасажири: 1
- Довжина: 9,1 м
- Розмах крила: 12 м
- Площа крила: 42 м²
- Вага порожнього: 794 кг
- Силова установка: 4-циліндровий рядний двигун Green C.4 з водяним охолодженням, 60 к.с. (45 кВт)
- Пропелери: 2-лопатеві Chauvière[3]
- Максимальна швидкість: 93 км/год
- Дальність: 560 км
- Практична стеля: 1500 м
- Навантаження на крило: 27,1 кг/м²